# Paridade do poder de compra

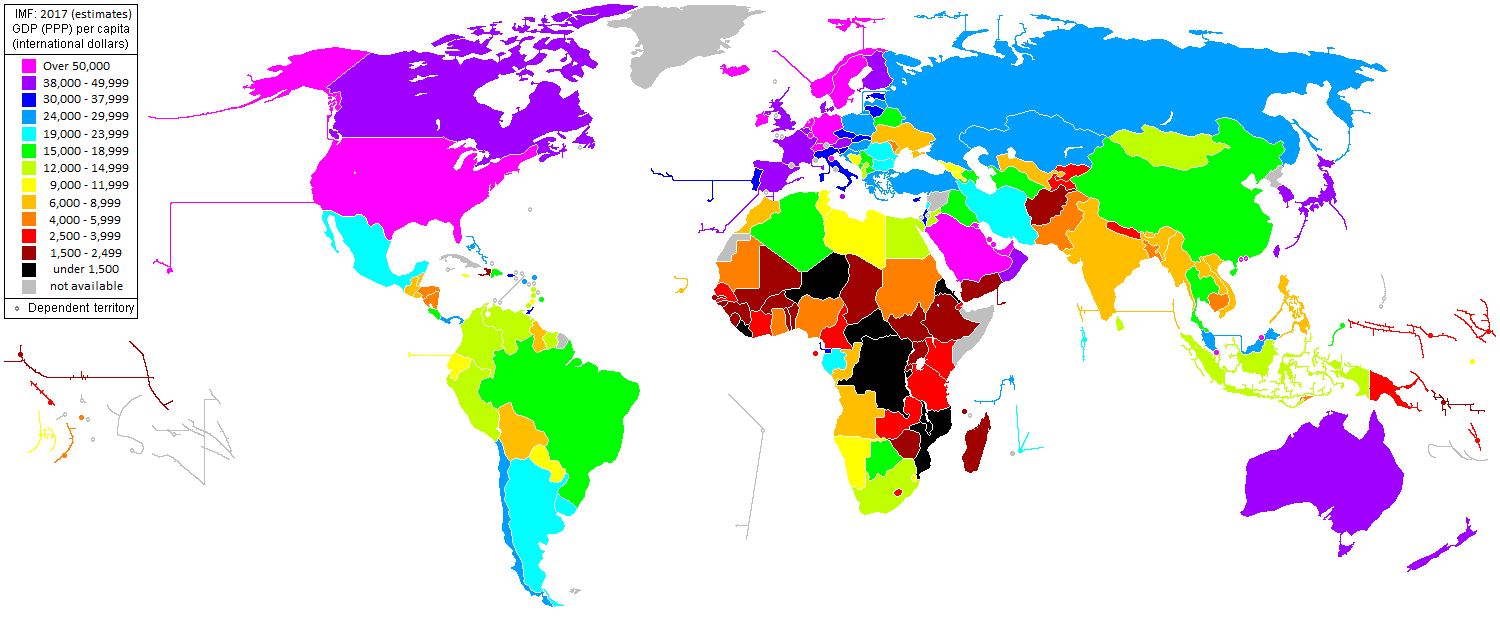
Paridade do poder de compra (PPC) per capita em 2017, segundo o Fundo Monetário Internacional.

PIB per capita por país em 2014, calculado com base na paridade do poder de compra.

Em economia, a paridade do poder de compra (PPC) ou paridade do poder aquisitivo (PPA-teoria de longo prazo), é um método alternativo à taxa de câmbio para se calcular o poder de compra de dois países. A teoria da paridade de poder de compra (PPC) foi originalmente formulada pelo economista sueco Gustav Cassel, que definiu que a taxa de câmbio de um país tende a se desvalorizar na mesma proporção que aumenta o nível dos preços.  Assim, a PPC procura medir o quanto uma determinada moeda pode comprar em termos internacionais (normalmente dólar), já que bens e serviços têm diferentes preços de um país para outro, ou seja, relaciona o poder aquisitivo de tal pessoa com o custo de vida do local, se ele consegue comprar tudo que necessita com seu salário.  
A PPC é necessária porque a comparação dos produtos internos brutos (PIB) em uma moeda comum não descreve com precisão as diferenças em prosperidade material. A PPC, ao revés, leva em conta tanto as diferenças de rendimentos como também as diferenças no custo de vida. Isto é complicado porque os preços não flutuam num nível uniforme; na verdade, a diferença nos preços dos alimentos pode ser maior que a dos preços de habitação ou a dos preços de entretenimento. Ademais, os padrões de compra e até mesmo os bens disponíveis para compra são diferentes de país para país, portanto uma cesta constante de bens não pode ser utilizada para comparar preços em diferentes países.
As diferenças entre a PPC e a taxa de câmbio real podem ser significativas. Por exemplo, o PIB per capita na República Popular da China é cerca de 5000 dólares, enquanto que com base na PPC, passa a 8400 dólares. Na outra ponta, o PIB per capita nominal do Japão é cerca de 37600 dólares, mas o valor em PPC é de apenas 31400 dólares.
Medir o padrão de vida de um país apenas com a taxa de câmbio pode ser ilusório. Por exemplo: se o valor do peso mexicano cai em comparação com o dólar americano, o PIB mexicano medido em dólares também cairá. Mas a variação da taxa de câmbio é apenas resultado do comércio internacional e do mercado financeiro - isto não quer dizer que os mexicanos ficaram efetivamente mais pobres, desde que os salários e os preços em pesos permaneçam estáveis. 
Em contrapartida, alguns estudos mostram que testes econométricos têm apresentado grandes divergências quanto à validade do modelo de paridade de poder de compra em sua forma original ou no contexto de um modelo monetário para preços tanto flexíveis quanto rígidos. 

## Poder de compra em 2017
Os trinta países com o maior poder de compra do mundo em 2017 são:

| † | Países e organização internacional que participam no G20 |
| ‡ | Países que participam no G20 e no G7                     |

| #  | País           | PIB (PPC)       |
| -- | -------------- | --------------- |
| —  | Mundo          | 126 688 bilhões |
| 1  | China          | 23 159 bilhões  |
| —  | União Europeia | 20 989 bilhões  |
| 2  | EUA            | 19 391 bilhões  |
| 3  | Índia          | 9 459 bilhões   |
| 4  | Japão          | 5 429 bilhões   |
| 5  | Alemanha       | 4 171 bilhões   |
| 6  | Rússia         | 4 008 bilhões   |
| 7  | Brasil         | 3 141 bilhões   |
| 8  | Reino Unido    | 3 128 bilhões   |
| 9  | França         | 2 586 bilhões   |
| 10 | Indonésia      | 2 556 bilhões   |
| 11 | México         | 2 458 bilhões   |
| 12 | Itália         | 2 311 bilhões   |
| 13 | Turquia        | 2 173 bilhões   |
| 14 | Coreia do Sul  | 2 029 bilhões   |
| 15 | Espanha        | 1 774 bilhões   |
| 16 | Arábia Saudita | 1 774 bilhões   |
| 17 | Canadá         | 1 769 bilhões   |
| 18 | Irão           | 1 665 bilhões   |
| 19 | Austrália      | 1 246 bilhões   |
| 20 | Tailândia      | 1 234 bilhões   |
| 21 | Egito          | 1 201 bilhões   |
| 22 | Taiwan         | 1 185 bilhões   |
| 23 | Polónia        | 1 121 bilhões   |
| 24 | Nigéria        | 1 119 bilhões   |
| 25 | Paquistão      | 1 057 bilhões   |
| 26 | Malásia        | 931 bilhões     |
| 27 | Argentina      | 920 bilhões     |
| 28 | Países Baixos  | 916 bilhões     |
| 29 | Filipinas      | 876 bilhões     |
| 30 | África do Sul  | 766 bilhões     |

- Países e organização internacional que participam no G20
  - Países que participam no G20 e no G7